# Économie de l'Australie
Vous lisez un « article de qualité » labellisé en 2007.
L'économie de l’Australie, la douzième du monde, est une économie de marché occidentale moderne, offrant à ses citoyens un niveau de vie parmi les plus élevés de la planète. Classée 5e en 2021 pour son développement humain, l’Australie a achevé vingt-cinq années consécutives de croissance économique, évitant de peu la crise économique de 2008, notamment grâce à de bonnes politiques macroéconomiques et une demande soutenue de matières premières de la part de la Chine. L'économie a toutefois ralenti lors de la crise étant donné l'augmentation de la prudence des ménages et les mesures de reprise économique faites par le gouvernement. La dette extérieure de l'Australie était de 1,48 billions USD en 2013.
Mélange dynamique de post-industrialisme (80 % du produit intérieur brut (PIB) est généré par le secteur des services) et d’abondance de ressources naturelles (agriculture et minerais composent les deux tiers du commerce extérieur), il s’agit aussi d’une économie cyclique, où l’alternance de périodes de boom et de forte dépression fut pendant longtemps probablement plus marquée que dans la plupart des autres pays développés : il semble toutefois que le chaos macroéconomique, généré par la flambée et l’affaissement des marchés (comme dans les années 1970), appartienne, désormais, à un passé révolu, le pays ayant su s’adapter sans difficultés à l’environnement volatil du tournant du millénaire.
Une politique de grandes réformes, entamée, dès les années 1980 avec la flottation du dollar australien, par le gouvernement travailliste de Bob Hawke et son ministre de l'économie Paul Keating, a permis la modernisation rapide de l’économie. Couplée avec une rigueur budgétaire qui en fait l’un des rares pays au monde sans dette publique et qui permet le maintien de taux bas en toutes circonstances, celle-ci alimente une demande intérieure forte malgré la taille réduite du marché, demande qui l’a aidée à surmonter les chocs externes les plus récents. En revanche, l'Australie est l'un des pays ayant le plus fort taux d'endettement des ménages (216 % en 2019).
Les défis à relever dans les années à venir restent nombreux : il s’agira, entre autres, de réorienter les échanges commerciaux pour profiter du développement de l’Asie du Sud-Est, d’améliorer des infrastructures engorgées par la récente expansion des exportations, de développer une industrie manufacturière jusqu’ici peu compétitive, et de gérer une demande énergétique croissante que le refus de ratification du Protocole de Kyoto ne contribuera pas à brider. Le déficit chronique de la balance des paiements, le haut niveau d’endettement des entreprises à l’étranger et le manque de coordination entre le gouvernement fédéral et les États fédérés sont, également, des secteurs où le pays peut continuer à progresser.
Les écarts de richesses s'accentuent. Entre 2003 et 2015, la richesse moyenne des 20 % des ménages les plus riches a augmenté de 53 %, tandis que pour les 20 % des ménages les moins riches la chute a été de 9 %. En 2018, le 1 % des salariés australiens les plus riches gagne autant en quinze jours que les 5 % des plus pauvres en un an.
L'économie australienne reste étroitement liée à celle de la Chine, son premier partenaire commercial et la principale source de ses recettes d'exportation (30,6 %). En conséquence, certains analystes s'inquiètent de la guerre commerciale déclenchée en 2018 par l'administration Trump contre la Chine, et qui pourrait entrainer l'Australie dans la récession. Le dollar australien perd 15 % de sa valeur entre 2016 et 2019.

## Historique
Lorsque le capitaine Hollandais Willem Janszoon vint cartographier les côtes de la péninsule du cap York en 1606, il ne suscita pas l’intérêt des marchands de la Compagnie néerlandaise des Indes orientales qui s’établissait à l’époque dans l’archipel indonésien tout proche. Ceux-ci ne trouvèrent parmi les populations côtières hostiles pas grand chose d’intéressant pour leur commerce avec le sud-est asiatique, et ce n’est qu’en 1788, soit près de 20 ans après le passage du Capitaine Cook que les Anglais se risquèrent à établir une colonie sur ces terres inhospitalières. Les premiers colons vivent de la vente de grain, produits baleiniers et peaux de phoques à la Compagnie anglaise des Indes orientales ; jusqu’au milieu du XIXe siècle, le commerce local peut plus encore se résumer à l’exportation de laine (qui aidera par ses faibles coûts au décollage de l’économie britannique dont la première révolution industrielle était basée sur l’industrie textile) et à l’importation de prisonniers (qui ne pouvaient plus être envoyés vers les colonies américaines depuis leur soulèvement de 1776).
L’accroissement de la population et de l’utilisation des terres (au détriment complet des aborigènes, dont la population aura chuté de près de 90 % entre 1788 et 1920) permit le développement d’une industrie de transformation locale, mais c’est surtout la découverte d’or en 1851 qui marqua la naissance de l’économie australienne : colons et investissement commencent à affluer, la population passe de 400 000 à 1 000 000 en dix ans : en 1860, la population australienne est la plus riche du monde (par capita) et, dès les années 1870, près de la moitié des investissements britanniques à l’étranger sont absorbés par le continent. L’afflux de capitaux, qui signe la fin de l’exploitation du territoire comme colonie pénale, permet le renforcement de l’industrie de transformation locale, et les infrastructures, notamment le train, se développent. Cette vague de surinvestissement reflue dans les années 1890 lorsque les rendements élevés attendus ne se manifestent pas, causant au tournant du siècle la première dépression économique que traversera le pays : les organismes de prêt et les sociétés de construction s’effondrent en 1891-92, les banques en 1893.
La laine et l'or restent dès lors les premiers produits d’exportation australiens (42 % et 12 % du total, respectivement, en 1900) : le développement des bateaux frigorifiques pour l’exportation de la viande et des fruits, l’introduction de nouvelles céréales résistantes et à haut rendement suscitent un nouveau boom économique au début du XXe siècle. La création du Commonwealth australien en 1901 permet une certaine homogénéisation du continent (chaque État était auparavant seul décideur de son niveau de taxes et de l’émission de timbres), et la jeune nation se dote de sa propre monnaie, la Livre australienne, en 1910. Cette période de forte croissance est de nouveau suivie d’une récession dans les années 1920, lorsque les profits convoités ne se matérialisent encore une fois pas, récession qui culmine en 1931-32 quand elle se conjugue à la Grande Dépression qui affecte alors l’ensemble de l’économie mondiale.

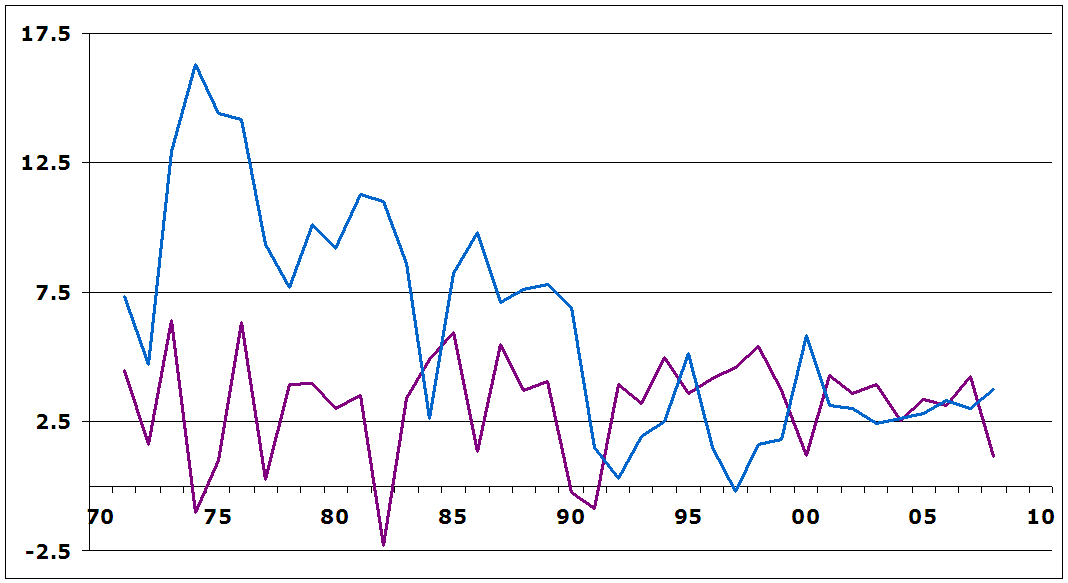
Évolution du PNB (rouge) et de l’inflation (bleu) en Australie, 1970-2008.
Source : Banque centrale australienne

La croissance robuste des années post-Seconde Guerre mondiale permit d’accompagner l’augmentation de 80 % de la population sur la période 1945-1970. Le commerce se réoriente vers la zone Pacifique et notamment les États-Unis. Le secteur manufacturier, dont la diversification avait commencé au sortir de la Première Guerre mondiale, continue de se développer mais, entravé par la politique protectionniste du gouvernement, voit sa compétitivité sur les marchés étrangers décliner dès les années 1950 et 60. L’impact sur la croissance reste cependant faible, car c’est dans cette période que débute la mise en valeur des ressources minières du pays, encore une fois grâce à l’afflux de capitaux étrangers. Cet « âge d’or » prend fin en 1974 avec une nouvelle récession. Les gouvernements travaillistes de Robert Hawke et Paul Keating engagent alors un vaste mouvement de libéralisation de l’économie : le dollar australien, créé en 1966, flotte complètement sur le marché des changes depuis 1983, et les entreprises nationales sont privatisées au cours de la décennie qui suit. Le gouvernement conservateur de John Howard poursuit ces réformes dans la seconde moitié des années 1990 et introduit une TVA de 10 % le 1er juillet 2000.
L’économie australienne aura connu dix-neuf années d’expansion continue entre 1990 et 2009, avec l’un des plus forts taux de croissance moyen de l’OCDE.

## Ressources naturelles

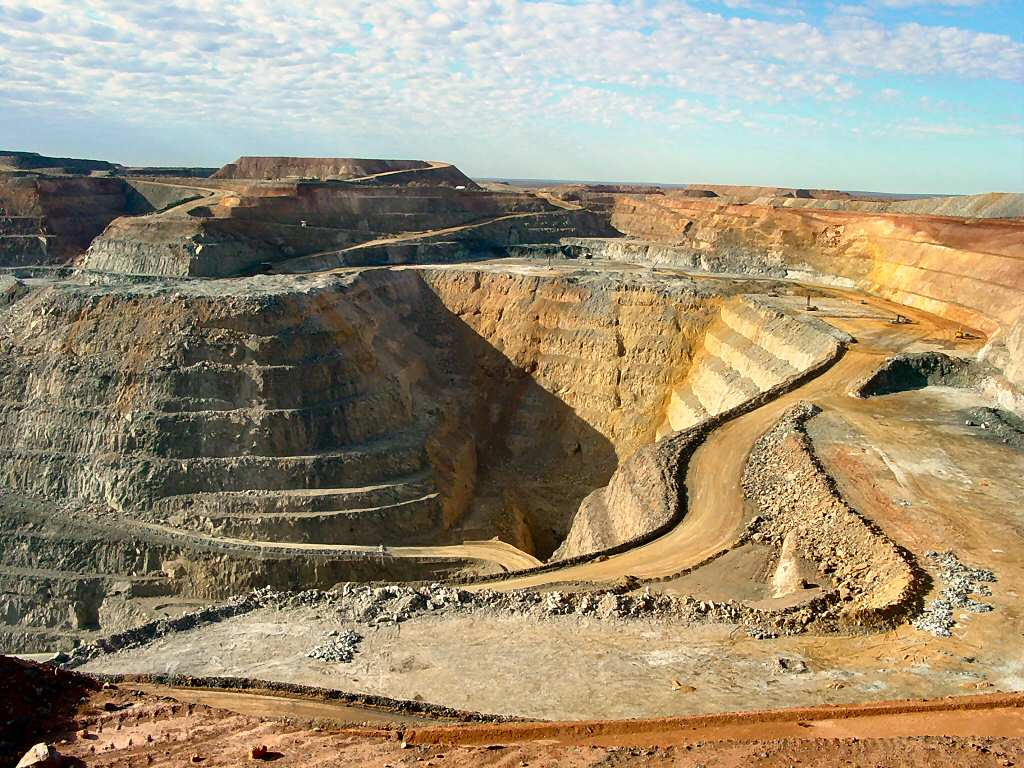
La mine de Super Pit ("le super puits") près de Kalgoorlie, la plus grande mine d’or à ciel ouvert d’Australie (3 km de long, 1 km de large, 500 m de profondeur).

Le pays est un exportateur de premier ordre pour nombre de ressources de tous types, la plupart des minerais commerciaux étant présents dans son sous-sol. Cette richesse est en fait relative : la différence avec les autres régions du monde se trouve dans le fait qu’il s’agit d’un pays à l’échelle d’un continent, et dont le sous-sol (notamment dans les zones désertiques du centre) est loin d’avoir été complètement exploré; enfin, il faut se souvenir que l’exploitation à grande échelle de ces ressources n’a réellement commencé que dans le courant du XXe siècle. Jusqu’en 1950, l’exportation du minerai de fer était même interdite tant on pensait que l’Australie en était dépourvue. Puis Lang Hancock, à la suite d'un passage forcé à basse altitude dans les Monts Hamersley, s’aperçut qu’il se tenait au-dessus d’un bloc de métal de près de 100 km de long. De presque nulles en 1950, les réserves de minerai de fer australiennes franchirent le cap des 20 milliards de tonnes en 1960. À la fin des années 1960, Hancock possédait à lui seul plus de fer que le Canada et les États-Unis réunis.
L’Australie est désormais l’un des premiers producteurs de charbon, de fer et d’uranium, trois produits dont la demande explose depuis le début des années 2000 et dont elle dispose parmi les plus grosses réserves de la planète (ainsi que pour le cadmium, le cobalt, le plomb et certains métaux rares). À elle seule, l’explosion des exportations de matières premières serait responsable de l’amélioration de 30 % des termes de l’échange pour le pays : les investissements affluent pour l’exploration de nouveaux gisements mais, comme 150 ans plus tôt, c’est encore l’or qui suscite le plus d’efforts. Tous les États et territoires disposent d’une industrie minière ou une autre, mais l’essentiel des exploitations se trouvent dans l’ouest du pays, en Australie Occidentale. Des gisements d’hydrocarbures ont également été découverts dans le détroit de Bass, entre Victoria et la Tasmanie, le champ le plus récent (Otway Basin) étant entré en exploitation en 2005.
Le ralentissement prévisible de la croissance mondiale devrait conduire à une chute sensible des cours des matières premières, notamment du charbon et de fer si la demande chinoise diminue. Cette source d’incertitude pèse sur la politique du gouvernement et sur les investissements, cette diminution étant difficile à prévoir dans le moyen terme. La chute des cours conduirait à une baisse sensible des gains de termes de l’échange accumulés, mais maintient pour l’instant à des niveaux élevés la pression à la hausse sur les taux d’intérêt et de change.
Peu après son élection en 2013, le premier ministre Tony Abbott choisit d'encourager l'activité industrielle dans les océans et entreprend pour cela de démanteler le plan de gestion des océans mis en place par les travaillistes en 2012. Un nouveau document entre en vigueur en 2018, réduisant de 400 000 kilomètres carrés la surface des zones marines jusqu'alors interdites à la pêche et à l'exploitation gazière et pétrolière.
Les industriels de l’énergie fossile et des "think tanks" tels que le Minerals Council of Australia et l’Australian Coal Association dénoncent le « mythe » du réchauffement climatique. Ces positions trouvent un large écho dans les médias australiens, dont 70 % sont la propriété du milliardaire climatosceptique Rupert Murdoch. Une étude publiée en 2017 par The Australia Institute démontre que les compagnies étrangères, qui détiennent 86 % de l’industrie minière du pays, ont dépensé en l’espace de dix ans plus d’un demi-milliard de dollars australiens pour influencer les gouvernements australiens. En 2019, Greenpeace cite l'Australie parmi les pays développés ne mettant en œuvre aucune législation visant à limiter ou à réduire les émissions de dioxyde de soufre.

## Infrastructures
Le niveau de développement des infrastructures est bon, mais souffre de la taille du pays et de l’évolution récente de celui-ci en termes d’urbanisation et vieillissement de la population : de nouveaux besoins sont apparus, mais l’absence jusqu’à récemment de plan d’ensemble ainsi que la faiblesse des nouveaux investissements pour améliorer des infrastructures vieillissantes se sont révélés un handicap. De nombreux points d’engorgement subsistent qui minent la compétitivité du pays, que ce soit dans l’extension du volume de marchandises et matières premières transportables par rail, route et par les grands ports du pays, où certains navires ont récemment dû patienter jusqu’à un mois pour pouvoir procéder à leur chargement. De gros problèmes de gestion de l’eau subsistent, les habitants des zones urbaines subventionnant encore souvent les exploitations agricoles, grandes consommatrices d’une ressource rare et précieuse.
Les récentes mesures de libéralisation et d’investissements gouvernementaux dans les secteurs de l’énergie et du fret se poursuivent avec la mise en place d’un National Reform Agenda pour leur donner un cadre cohérent, mais certains détails pratiques de celui-ci restent à définir, notamment en ce qui concerne la coopération entre gouvernement fédéral et États. Le Conseil des gouvernements australiens s’est ainsi engagé à maintenir le délai d’harmonisation réglementaire à six mois, contre plusieurs années il y a peu encore. Les investissements tant publics que privés ont considérablement augmenté pour répondre au boom des matières premières depuis le début des années 2000.

### Routes, transports
Lors des premières années d’existence du pays, la construction et la gestion des réseaux routiers (premières routes en 1788) et ferrés (première ligne en 1855) est une compétence locale : la plupart des lignes de chemin de fer sont opérées localement par de petits opérateurs privés, qui manquent souvent des moyens nécessaires pour investir et développer leur réseau hors des grands centres. De par les vastes distances séparant les différents États, ceux-ci se considèrent essentiellement comme des entités autonomes ayant à gérer leur propre développement plutôt qu’à construire un réseau intégré pour un pays qui n’existe pas encore à l’époque. C’est ainsi qu’à l’avènement de la Fédération en 1901 pas moins de trois écartements différents sont en vigueur sur le continent : cela n’empêcha pas la première liaison transcontinentale d’être établie par le rail en 1917 (de Port Augusta à Kalgoorlie, le passage à l’écartement standard sur toute sa longueur ne se fera pourtant qu’en 1982 - il fallait avant cela assurer pas moins de 5 transbordements sur la longueur du trajet). La première route transcontinentale, elle, n’est ouverte qu’en 1941, à la faveur d’une guerre qui souligne l’importance de transférer rapidement hommes et matériels au nord du pays.
Depuis, l’implication du gouvernement fédéral dans le secteur des transports s’est fait grandissante, de l’application d’un écartement unique jusqu’à la planification de nouveaux tronçons permettant d’unifier le pays en augmentant le commerce intérieur : les autorités de chaque état agissent en tant que maîtres d’œuvre pour le compte du gouvernement. Les investissements explosent dans les années 1950, en partie pour accompagner le développement rapide de la population mais aussi pour faciliter l’accès aux ressources naturelles et le transport du bétail : le nombre de routes se multiplie, le réseau autoroutier devient une compétence fédérale en 1974, et les diverses compagnies de chemin de fer dépendantes de chaque État sont intégrées en 1975 au sein de Australian National Railways (sous la compétence de Canberra). Celle-ci est privatisée en 1997.
Les réseaux routier et ferré ont maintenant atteint leur niveau de maturité, les grands investissements se faisant plus rares : ils concernent désormais essentiellement l’adaptation à un trafic qui va croissant, avec des dépenses souvent en baisse au niveau local. Le problème de l’engorgement des grandes villes, par exemple, est estimé coûter près de 3 milliards de dollars australien par an De par la nature extrêmement décentralisée du pays, la croissance de la demande en transports sera générale : on s’attend ainsi à ce que le transport de fret (notamment par le biais de trains routiers comme sur la photo ci-contre) double au cours d’ici à 2020, dopé par l’augmentation du commerce des matières premières. Avec la récente mise en place d'AusLink, organisme gouvernemental chargée de planifier le développement du réseau routier sur le long terme, le fédéral s’est engagé non pas sur une simple gestion de l’infrastructure existante, mais aussi sur une politique pensée dans le long terme. L’option rail est pour l’instant sous-employée, avec un début d’engorgement des lignes urbaines alors qu’un plus grand transfert de la route au rail (tant en termes de marchandises au niveau national que pour les individus dans les centres urbains) est nécessaire.
L’Australie dépend presque entièrement de ses ports pour exporter et importer. En dépit, ou à cause, de cette dépendance, la situation des ports se dégrade légèrement depuis le début des années 2000. Leur implantation dans les grandes villes limitant les possibilités d’expansion pour répondre à l’explosion des exportations de minéraux, notamment, ainsi que l’agrandissement des voies les desservant depuis l’intérieur. Une part importante (près de la moitié du tonnage) des exports se fait par la côte occidentale (proche des centres miniers), alors que les importations tendent à arriver par les ports de Nouvelle-Galles du Sud.
À l’opposé, le transport aérien se porte bien. La compagnie nationale Qantas, privatisée en 1993, est détenue à 25 % par British Airways (la loi prévoit que la compagnie ne peut avoir moins de 51 % de participations australiennes). Le trafic international reste stable en comparaison des vols intérieurs : entre 2002 et 2006 le nombre de passagers sur des vols intérieurs a ainsi cru de près de 30 %, profitant de la concurrence entre les low cost Virgin Blue et Jetstar Airways (une subdivision de Qantas). En 2006, plus de 3 millions de voyages internes ont eu lieu chaque mois, contre un peu moins de la moitié à l’international. Un grand plan de modernisation et mise à niveau des services de contrôle du trafic aérien, le National Airspace System a été lancé en mai 2002, prenant pour modèle le système en vigueur aux États-Unis.

### Énergie
L’approvisionnement énergétique du pays n’est pas un problème en soi, celui-ci étant richement doté tant en ressources renouvelables que fossiles : 1er exportateur de charbon, au 5e rang pour le gaz naturel liquéfié. L’efficacité énergétique de son économie est cependant très en deçà de celle de ses partenaires de l’OCDE, et pourrait offrir une grande marge d’amélioration, s’il ne manquait une réelle volonté politique pour mettre en place des mesures incitatives. Ainsi, et malgré la signature d’un accord de partage quasi-léonin des ressources pétrolières du plateau continental de la mer du Timor oriental, le pays dépend, du fait de sa consommation croissante, de plus en plus de ses importations de produits pétroliers.
L’Australie est le seul État signataire du Protocole de Kyoto, avec les États-Unis, à avoir refusé de le ratifier (les deux pays ont signé en 2004 un accord bilatéral d’"exploration de solutions alternatives"). Dans un livre blanc publié en 2004, le gouvernement prévoyait une augmentation de la demande énergétique de 50 % d’ici 2020. Outre une utilisation accrue du charbon, ce rapport préconisait la réouverture du débat sur l’utilisation de l’énergie nucléaire (bien que premier exportateur mondial d’uranium, le pays s’est jusqu’à présent refusé à faire usage de cette technologie). Le débat fait rage, et certains États ont décidé de prendre les devants sur le gouvernement fédéral, telle la Nouvelle-Galles du Sud qui a passé sa propre législation visant à réduire ses émissions de 5 % en 2007 par rapport aux niveaux de 1990. Un programme de réduction de la pollution par le carbone, mesure-phare du gouvernement Rudd après son arrivée au pouvoir en 2007, a par ailleurs été en grande partie mis en sommeil jusqu'à 2012 dans le contexte du ralentissement économique mondial de 2008-2010.

Installations d'énergie renouvelable en Australie.

C’est sur l’île-continent que l’on trouve World Solar Challenge, une des plus prestigieuses courses de prototypes de voitures fonctionnant à l’énergie solaire, et reliant Darwin à Adelaïde sur 3 021 km. Paradoxalement, et malgré un ensoleillement avantageux, l’exploitation de l’énergie solaire ou des sources renouvelables est encore embryonnaire par rapport à d’autres pays souvent moins bien lotis.
Enfin, sur le plan réglementaire, la formation de l’Australian energy Regulator en 2005 permet d’avoir un organisme de régulation unique au niveau fédéral, qui depuis 2007 remplace les 13 agences régionales de surveillance et permet la simplification du fonctionnement du marché au niveau national.

### Télécommunications
Dans le domaine des télécoms, la stratégie de développement de l’Australie a poussé ses services statistiques (aux niveaux local, étatique et fédéral) à aller au-delà du simple recensement de l’offre de services. La demande y est aussi de plus en plus étudiée, afin de servir d’indicateur pour la politique gouvernementale. À noter que depuis le Census and Statistics Act de 1905, chaque individu et foyer est tenu de fournir les données statistiques les plus complètes qui lui sont demandées par le Bureau australien des statistiques. Le recensement de 2001 a pour la première fois inclus une section sur l’utilisation d’internet.
Le secteur est chapeauté par le Department of Communications, Information Technology and the Arts (DCITA), qui est chargé de la mise en place de nouvelles réglementations, s’assurer que les règles de la concurrence sont respectées (avec l’obligation de service universel), et est également chargé de définir les orientations à venir pour que l’Australie reste un acteur de pointe au niveau mondial. Le DCITA sert de conseiller direct au ministère des Télécommunications pour toutes les options de politique structurelle. Il est secondé par l'Australian Communications Authority (ACA), organe de régulation technique qui depuis le Telecommunication Act de 1997 rend compte au Ministre de tutelle des performances des fournisseurs d’infrastructure, de services, y compris par la mesure de l’indice de satisfaction des consommateurs, de l’évolution des prix et de la qualité objective des services offerts.

#### Téléphonie fixe et mobile
Le marché australien est un marché mature, avec un taux d’équipement comparable à celui des autres États membres de l’OCDE. En dépit de son territoire étendu, près de 98 % de la population avait en 2005 accès au réseau cellulaire, selon l’UIT. Le développement de l’utilisation de la téléphonie mobile a même induit, comme dans d’autres pays développés, une baisse du nombre de lignes fixes.
Les services postaux et téléphoniques ont été séparés dès 1975, Australia Post et Telecom Australia se partageant les activités du Département du Postmaster général. Telecom Australia redevient l'Australian Telecommunications Corporation en 1989, puis fusionne en 1992 avec une autre entité gouvernementale, la Commission des Télécommunications Outre-mer (Overseas Telecommunications Commission). L’ensemble prend le nom de Telstra Corporation Limited en 1993. La privatisation de la compagnie se fait en plusieurs étapes : tout d’abord en 1997 et 1999, le gouvernement retenant une majorité des parts, puis à nouveau en 2006 : le poids de l’État australien tombe de 51,8 à 17 % du capital de la compagnie, et le reste des actions est placé dans un Future Fund (voir plus bas, à la gestion indépendante, destiné à vendre le reste des actions dans les prochaines années (il est de fait considéré lui aussi comme un investisseur privé, de par son comportement). La privatisation a essentiellement été contestée par les électeurs ruraux, mais en dépit d’une chute des cours depuis les premières cotations, la vente de novembre 2006 a encore une fois été sur-souscrite.
Le marché national est ouvert à la concurrence depuis la fin des années 1980, le principal concurrent de Telstra étant la compagnie Optus, qui a fini par développer sa propre infrastructure (la plupart des autres opérateurs se contentent de louer les lignes de ces deux géants). Telstra conserve une position dominante sur le marché fixe, et possède deux réseaux de télévision câblés concurrents (Foxtel et Austar).

#### Internet
Telstra est là aussi dominant (par le biais de sa filiale BigPond) sur le secteur, qui d’ailleurs accuse un certain retard dans le taux de pénétration de l’internet à haut débit (7,7 % contre 10,6 % en moyenne pour l’OCDE). Si l’immense majorité (86 %) des compagnies australiennes possèdent un accès à internet, seules 45 % ont un site web leur permettant de développer leurs affaires (alors qu’internet est la source préférée d’information de 43 % des Australiens (1re place) d’après un sondage réalisé en 2004. Et si l’utilisation d’internet augmente avec le revenu, le recensement de 2001 a montré que l’utilisation était comparable chez les anglophones (79 % de la population) que chez les allophone (15 %) : le fossé numérique est donc essentiellement social, même si les variations dans le taux d’utilisation entre les résidents des différents États du Commonwealth peut varier du simple au double.

## Structure économique
Comme dans la plupart des grands pays post-industriels, l’essentiel (80 %) de l’activité économique est en Australie assuré par le secteur des services, le secteur manufacturier (10,7 %) ayant de toute façon toujours été historiquement peu compétitif. Le gros du PIB est généré sur la côte Est, les trois États de Nouvelle-Galles du Sud, Victoria et Queensland totalisant 78 % de la richesse nationale. La structure de l’activité est extrêmement dépendante de facteurs endogènes : le Sud et la Tasmanie, plus ruraux, croissent moins vite que le reste du pays, alors que la côte occidentale est excessivement soumise aux cycles affectant le secteur minier. Depuis le tournant du millénaire, et profitant en cela la politique mise en place par le gouvernement fédéral, c’est le secteur des télécommunications qui progresse le plus vite en rythme annuel (6,4 %/an en moyenne depuis 2000).
C'est dans la structure de son commerce extérieur que l’Australie se distingue quelque peu (voir plus bas). Si mines et agriculture n’ont respectivement généré qu’un maigre 4,6 et 4 % du PIB en 2003, ceux-ci contribuent pour plus des deux-tiers des exportations de marchandise : de fait, c’est la demande intérieure qui génère l’essentiel du PIB du pays. Soutenue par des taux bas et un taux d’épargne faible, celle-ci a notamment permis à l’économie nationale d’encaisser la crise économique asiatique de 1997 sans trop de dommages.

### Secteur primaire
Exportations agricoles et minérales sont deux moteurs traditionnels de l’économie australienne : par leurs énormes potentialités elles ont motivé la mise en valeur du continent et, aujourd’hui, l’Australie est un acteur majeur incontournable du marché mondial des matières premières. Si le secteur ne constitue pas 10 % du PIB national en 2005, les ventes de céréales, viande et minerais représentent tout de même près de 65 % des exportations à la même période.
Plus de 130 000 fermes commerciales étaient en 2005 réparties sur l’île (soit 25 % de moins en 20 ans), essentiellement sur les côtes orientale et méridionales du pays (le reste étant désertique ou semi-désertique). La variété des climats permet une grande diversité des productions, mais les premiers produits d’exportation sont le blé (4e rang mondial), les moutons (2e cheptel avec 103 millions de têtes en 2005) et le vin (4e vignoble). L’écosystème du continent a malheureusement souvent été la victime de tentative d’acclimatation d’espèces étrangères, avec des conséquences souvent désastreuses : les descendants des 24 lapins relâchés par Thomas Austin (en) en 1859 sont aujourd’hui estimés à plus de 300 millions et constituent un véritable fléau national en l’absence de prédateur naturel.
Le secteur s’est largement réorganisé depuis la fin du XXe siècle et continue de le faire, s’orientant vers une grande concentration capitalistique. Si le nombre d’exploitations diminue, leur taille a tendance, elle, à s’accroître. Ainsi, entre 1985 et 2005, le nombre d’exploitations céréalières a chuté de 22 %, alors que la superficie moyenne s’est accrue de 58 % et les investissements en capital par exploitation ont doublé, à 2,8 millions AUD. La même tendance est observable dans les autres secteurs. La tendance au gigantisme de l’agriculture australienne se reconnaît dans ses « stations » (de moutons ou de bovins), qui couvrent en moyenne 200 000 hectares : la plus grande, sise à Anna Creek, fait 3,4 millions d'hectares (34 000 km2), soit plus que la superficie de la Belgique (30 528 km2). Cet isolement des exploitations a par ailleurs donné naissance à l’école des airs (en), où les enfants de fermiers suivent les cours de leur professeur par le biais de récepteurs radio.
En dépit de cette extension des entreprises agricoles, la part de l’agriculture dans le PIB continue de diminuer, dépassant difficilement 3 % du total en 2004-2005. Mais une baisse de la production, comme ce fut le cas lors de la sécheresse de 2002-2003, a encore des répercussions notables sur l’économie du pays : le manque à gagner a été estimé à l’époque à 1 % du PIB.

### Industrie

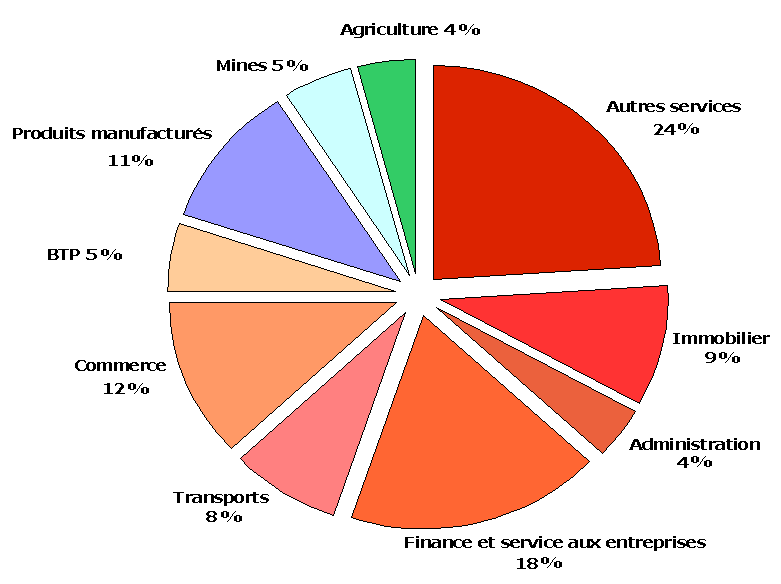
Structure du PIB australien en 2003.
Source : Mission économique française en Australie

L’industrie a toujours été le maillon historiquement faible de l’économie australienne, celle-ci étant passée directement d’un modèle basé sur l’exploitation de ses ressources naturelles à une économie de services. Les différentes politiques protectionnistes mises en place depuis la création du pays et jusqu’aux années 1980 ont bridé le développement des acteurs nationaux, ceux-ci étant insuffisamment compétitifs à l’export. Le seul secteur ayant atteint une taille critique au niveau national est celui des machines-outils ; le seul producteur d’automobiles, Holden est une subdivision de l’américain General Motors. Avec le décollage de l’Asie du Sud-Est, le niveau des importations de produits industriels a encore augmenté, et le pays poursuit sa lente désindustrialisation, à l’image des autres pays développés.

### Services
Ceux-ci représentent près de 80 % du PIB du pays et, en dépit du boom des matières premières ou des efforts du gouvernement pour développer une industrie manufacturière, cette part ne semble pas destinée à varier de manière sensible dans le moyen ou long terme.

#### Tourisme
L’industrie du tourisme constitue une part substantielle de l'économie australienne, représentant en 2019 près de 3,1 % de son PIB et employant 5,2 % de la population active, essentiellement dans des structures de 20 employés ou moins. Il s'agit d'un marché mature, en progression mais soumis aux aléas des prix du pétrole ainsi qu'à la montée en puissance de la concurrence des destinations asiatiques. À l'exception des citoyens néo-zélandais, tous les nouveaux entrants doivent être munis d'un visa, standard ou électronique (simple enregistrement) : en 2019, les arrivées en provenance de l'international étaient estimées à 9,4 millions de visiteurs, générant environ 61 milliards de dollars de revenus,.
Évidemment favorisé par le climat ensoleillé ainsi que par des mesures plus spécifiques prises dans les années 1980, le tourisme australien joue sur l'image d'un pays immense et encore sauvage, avec de grands centre urbains à l'atmosphère détendue. Une campagne d'envergure mondiale dotée d'un budget de 180 millions de dollars fut lancée sur ce thème en 2006 avec pour slogan le très argotique "Where the bloody hell are you?". Les destinations les plus populaires incluent Sydney, la grande barrière de corail ou l'outback en général.
Les principaux pays d'origine en 2019 des touristes étrangers étaient dans l'ordre la Chine (1,3 M de visiteurs), la Nouvelle-Zélande (1,3 M), les États-Unis (767 000), le Royaume-Uni (671 500), le Japon (457 900), et Singapour (416 500). Le marché des routards, essentiellement ouest-européens, est substantiel, ceux-ci ayant tendance à rester particulièrement longtemps sur place. Le tourisme intérieur est également important, les Australiens profitant du bon réseau de transports (avion, routes) pour profiter des nombreuses stations balnéaires ou de montagne proche des grandes villes côtières.
Un segment particulier de l’industrie locale est cependant exceptionnellement caractéristique du pays : l’industrie du jeu. Avec des revenus dépassant les 11 milliards de dollars annuels, le secteur offre aux Australiens près de 20 % des machines à sous en activité sur la planète. Répartis sur tout le territoire, loteries, casinos et clubs représentent près de 300 000 emplois directs et indirects et génèrent en moyenne 12 % des revenus des États du Commonwealth, les Australiens dépensant autant voire plus en jeux qu’en alcool, essence ou habillement.

#### Services financiers
L'Australie dispose d'un des marchés financiers les plus développés d'Asie-Pacifique, la bourse australienne étant la deuxième de la région (après celle du Japon) en termes de liquidité et volume (la capitalisation totale du marché des actions équivaut à celles de la Corée du Sud et de Taïwan réunies). L'attractivité du pays pour les activités de banque privée et back office en a fait un leader sur la région depuis le milieu des années 1990, avec l'implantation de géants mondiaux du secteur tels que Citigroup, ou Morgan Stanley.
Les banques australiennes, tout en continuant à s’intéresser à leur aire d’expansion naturelle en Asie, commencent aussi à tourner leurs yeux vers d’autres régions du monde ; pour preuve, la tentative de prise de contrôle de la Bourse de Londres en 2005 par la banque d’investissement Macquarie. D’une manière générale, le secteur profite d’un accroissement de l’épargne généré par la mise en place d’un système favorisant l’épargne-retraite et obligatoire depuis 1992 : la superannuation (en). Les nouveaux capitaux (839 mds AUD en 2005) ainsi générés sont directement injectés dans le système financier national par les quelque 300 000 fonds en activité dans le pays (dont seuls 362 avaient en 2006 des actifs supérieurs à 50 millions de dollars). 45 % de ces fonds sont gérés par des compagnies étrangères, directement ou par le biais de coentreprises, et certaines projections font état de 2 500 milliards de dollars gérés à l'horizon 2015.

## Commerce extérieur
Sur les marchés mondiaux, le Commonwealth est surtout un exportateur de matières premières, parmi les premiers au monde : charbon, or, uranium, fer, viande, laine, céréales, gaz naturel et machines-outils. À l’inverse, ses importations sont plus centrées sur les produits manufacturés tels que les pièces détachées, ordinateurs et équipement de transport ou télécommunication, ainsi que du pétrole.
Sur le plan diplomatique, l’Australie est engagée dans une série d’accords bilatéraux de libre-échange, certains étant déjà mis en œuvre (États-Unis, Singapour, Thaïlande et Nouvelle-Zélande, d’autres sur le point d’être finalisés (ASEAN, Chili, Corée du Sud, Japon et Malaisie). Lentement mais sûrement, les échanges commerciaux se recentrent sur le sud-est asiatique, plus d’ailleurs aux dépens du partenaire américain que des européens (la Grande-Bretagne étant naturellement au premier rang de ces derniers, 23 % de toutes les importations européennes étant d’origine britannique). Dans l’ensemble la balance commerciale du pays est largement déficitaire, même si une amélioration basée sur la stabilisation à des niveaux élevés du prix des matières premières peut être espérée : 8 des 10 premiers postes à l’export en 2005 concernaient ces dernières. De fait, les termes de l’échange ont atteint des records depuis le début du millénaire.

Les principaux partenaires commerciaux de l’Australie en 2005.
Source : Département australien des affaires étrangères et du commerce

L’économie australienne est depuis les grandes réformes des années 1980 de plus en plus tournée vers l’exportation, les négociateurs de Canberra prenant une posture agressivement pro-ouverture dans les forums internationaux, notamment au sein de l’OMC dont elle fut l’un des membres fondateurs en 1947 (il s’agissait à l’époque du GATT). À l’opposé des autres grandes puissances industrielles, l’Australie prône historiquement une plus grande ouverture des marchés agricoles, et a à cet effet mis en place le Groupe de Cairns, censé coordonner les positions des grands exportateurs de denrées agricoles. De par son hétérogénéité d’intérêts, celui-ci n’a cependant pas vraiment su répondre jusqu’à présent aux attentes de ses membres.
La Chine et l'Inde se profilent désormais comme les partenaires essentiels du commerce australien, avec dans le cas chinois une excellente complémentarité des deux économies, la République populaire étant un exportateur de produits manufacturés et gros importateur de matières premières, alors que l’Australie tient exactement la position inverse.
En novembre 2014, après neuf ans de négociations, l'Australie et la Chine signent un accord de libre-échange,, l'Australie mise sur le boom de la consommation chinoise. Tony Abbott et le Premier ministre indien, Narendra Modi, ont des discussions informelles préparant un possible accord commercial de libre-échange dans les 12 mois, en novembre 2014,.

## Rôle de l’État

### Implication directe dans l’économie

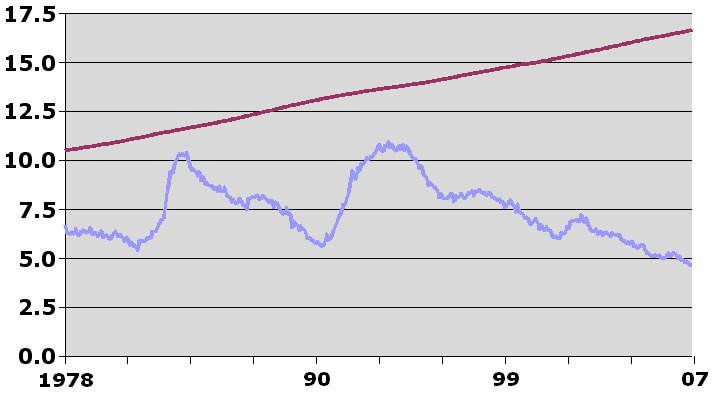
Taux de chomage (%, bleu) et population active (millions de personnes de 15 ans et plus, rouge), 1978-2007.
Source : Reserve Bank of Australia

Les grandes réformes lancées dans les années 1980 et intensifiées dans les années 1990 ont permis une refonte en profondeur de la façon dont l’État fédéral (ainsi que, dans une moindre mesure, les États et territoires fédérés) voyait ses rapports avec l’économie nationale. Le mouvement est allé vers une plus grande libéralisation, alliant simplification administrative (le plus souvent en fusionnant les diverses agences régionales pour créer un organisme de tutelle d’envergure nationale) et ouverture des monopoles publics (privatisations partielles ou complètes des opérateurs téléphonique (Telstra), aérien (Qantas) ou ferrés (Australian Railways)).
Les relations entre les partenaires sociaux ont également grandement évolué, passant d’un cadre fixe mais fragmenté de règles fixées au niveau fédéral ou local par un organe judiciaire (l’Australian Industrial Relations Commissions et ses équivalents régionaux) à une législation simplifiée et reposant beaucoup plus sur les négociations collectives par branche ou entreprise. Le WorkChoices Act, établi en mars 2006, vise à unifier les pratiques au niveau national en établissant une structure unique (la FairPay Commission) ayant pour mission principale de fixer le niveau du salaire minimum pour adultes et jeunes actifs. La législation du travail reste malgré tout un arrangement complexe, notamment par le manque de clarification entre réglementations fédérale et étatiques. De fait, près de 20 ans de réformes ont redonné au pays le rang qu’il occupait dans les années 1970, mais il reste singulièrement en retard pour le taux d’activité des femmes et des plus de 55 ans, ainsi qu’au classement de la productivité de la main d’œuvre. Les inégalités sont encore nombreuses, et le taux de chômage parmi la population sans qualifications reste relativement élevé par rapport aux autres groupes.
L’Australie est par ailleurs le seul pays occidental à n’avoir pas signé les conventions 138 et 182 de l’Organisation internationale du travail sur le travail des enfants.

### Réformes microéconomiques
Diverses réformes microéconomiques essentielles ont été mises en place depuis le début des années 1980, voire dès les années 1970 : réduction unilatérale des barrières commerciales ; passage en taux de change flottant du dollar australien ; déréglementation du secteur financier ; concentration du nombre de syndicats et réforme décentralisatrice du système de négociations collectives ; intégration plus poussée des économies au niveau fédéral, y compris par l'uniformisation et la standardisation des infrastructures ; enfin, une grande partie des services et entreprises publics ont été privatisés.
Depuis 1996, le gouvernement de John Howard continue ce programme de réformes microéconomiques, essentiellement sur le marché du travail et au détriment du pouvoir collectif des syndicats. De nouveaux pans de l'économie ont été déréglementés, à commencer par le secteur des télécoms, et de nouveaux monopoles ont été privatisés. En janvier 2007, le chômage était tombé à 4,6 %, soit son taux le plus bas depuis les années 1970. Le prix des actions cotées sur le marché australien s'est, inversement, envolé depuis le début du millénaire.
Le gouvernement soutient la recherche par le biais des universités, du Commonwealth Scientific and Industrial Research Organisation (CSIRO), et à travers des centres de partenariat public-privé, les Cooperative Research Centre (en).

### Fiscalité
Il existe en Australie trois niveaux de fiscalité : fédéral, étatique et municipal, les deux premiers niveaux constituant l’essentiel des prélèvements. Les différents états fédérés ont chacun leur propre taux d’imposition en fonction de leur population, base économique et nécessités infrastructurelles. Le Commonwealth tirant la plupart de ses revenus des impôts sur les personnes et les sociétés, on assiste plus à une redistribution de ses revenus vers les États qu’à une péréquation entre ceux-ci, sauf dans le cas de la TVA (voir plus loin).
Le taux maximal d’imposition est tombé en 2006 à 45 % du revenu total, plus une éventuelle surtaxation pour le système de santé (en). Le taux d’imposition sur les sociétés est de 30 %.
Une taxe sur la valeur ajoutée de 10 % est en vigueur depuis son introduction par le gouvernement Howard en 2000 : son objectif était de permettre aux États d’améliorer ou d'offrir de nouveaux services, tout en diminuant leur taux d’imposition. Certains produits, telles les denrées alimentaires, ne sont pas concernés par cet impôt, et son taux ne peut être modifié sans l’accord unanime des gouvernements de chaque État ainsi que de celui du Commonwealth, ce dernier décidant de la répartition entre les États des fonds dégagés. Cette pratique cause certaines tensions avec l’État de Nouvelle-Galles du Sud et celui de Victoria, qui récupèrent moins que ce que leurs populations respectives ne génèrent. Le Queensland est, à l’inverse, un grand gagnant de cette redistribution.

### Finances publiques

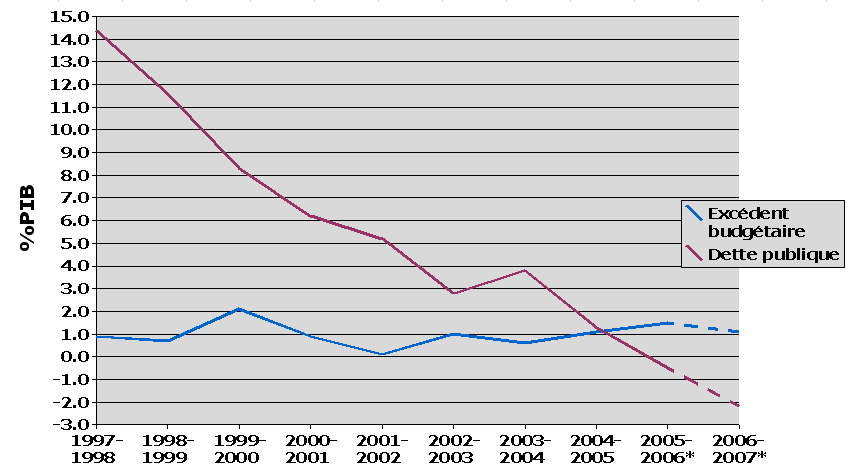
Excédent budgétaire et dette publique fédéraux. (*):projections
Source : FMI, Reserve Bank of Australia, gouvernement fédéral

Tout un pan de réformes fut mis en place dans le courant des années 1980, avec pour objectif principal la stabilisation monétaire et financière du pays (surtout après la "crise de la République bananière", voir plus bas) tout en privilégiant transparence et responsabilité; cet objectif fait toujours l’objet d’un large consensus politique et n’a pas été remis en question depuis : la faible inflation et les excédents budgétaires qui en ont résulté ont permis à l’économie australienne d’acquérir une résilience rare face aux chocs externes (crise asiatique de 1997) et internes (Bulle immobilière, sécheresse) qui l’ont frappée. De la même manière, le faible taux d’endettement public a permis à la population de profiter de taux bas, incitant à l’acquisition et la construction de logements : le boom immobilier du début des années 2000 a ainsi contribué à la bonne santé économique de l’époque et, alors que le marché se tasse, le décollage du marché des matières premières permet le maintien de l’activité à des niveaux élevés.
Le surplus actuel, largement -mais pas uniquement- expliqué par l’explosion du prix des matières premières, a permis des baisses d’impôt et une meilleure politique de redistribution à l’intention des familles, notamment. L’excédent budgétaire actuel n’est du coup pas considéré comme un absolu pour le gouvernement fédéral, qui vise plutôt la stabilité sur l’ensemble du cycle économique. Ainsi, malgré la quasi-disparition de la dette publique dès 2005, le gouvernement a opté pour le maintien d’un marché des obligations fédérales, jugé nécessaire à une gestion efficace du risque des taux d’intérêt ainsi qu’à une diversification des marchés financiers.
Un problème récurrent reste dans le déficit substantiel de la balance courante, l'un des plus élevés au monde (46 mds USD en 2009, soit 4 % du PIB) ; le pays, par le biais de son secteur privé qui draine d'énormes investissements étrangers, est un importateur net de capitaux. Bien que les répercussions négatives se fassent attendre, cette dette externe pourrait poser problème si les taux d'intérêt venaient à augmenter.

### Monnaie

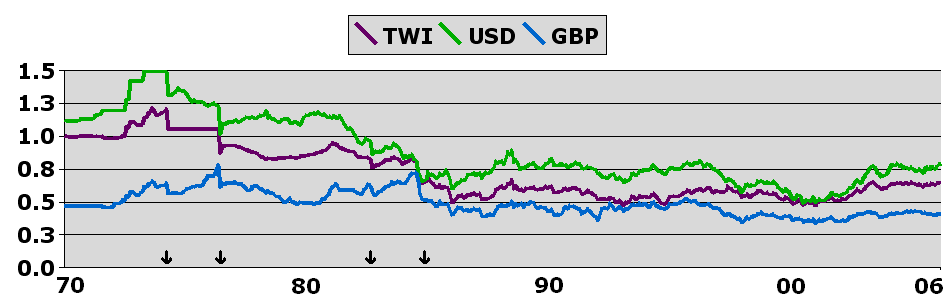
Taux de change du Dollar australien (1970-2006) contre le Dollar US (vert), la Livre sterling (bleu) et un panier des 24 principaux partenaires commerciaux du pays (TWI, violet).
Flèches de gauche à droite : 1974, changement d’indexation du dollar US (index flottant) au panier TWI fixe ; 1976, panier fixe devient mobile ; 1983, flottation complète ; 1986, "crise de la république bananière".
Source : Reserve Bank of Australia

Le dollar australien (AUD) n’existe que depuis 1966 (en remplacement de la Livre australienne) mais a déjà connu une histoire mouvementée. D’abord indexé sur la Livre sterling, le dollar australien est indexé de manière semi-flottante vis-à-vis du dollar US jusqu’en septembre 1974, où un taux de change fixe est appliqué face à un panier de monnaies représentant les 24 premiers partenaires économiques du pays. En novembre 1976, le panier devient mobile (calculé trois fois par jour, sa composition est également réévaluée chaque mois d’octobre en fonction des données de l’année précédente), et c’est en décembre 1983 que le gouvernement se détache complètement du contrôle des changes : le dollar "flotte". Le 14 mai 1986, le ministre des finances Paul Keating plonge cependant celui-ci dans la tourmente en déclarant lors d’un entretien radiophonique que si l’Australie ne contrôlait pas ses déficits publics, son avenir proche serait celui d’une république bananière.
Le cours s’est depuis stabilisé grâce aux diverses réformes mises en place par la suite : soutenu par une économie et un gouvernement stables, le dollar australien est désormais la sixième monnaie de réserve au monde, représentant 5 % des échanges, alors que l’économie australienne proprement dite ne vaut que 2 % du volume mondial. De plus, le flottement du dollar a permis à celui-ci d’absorber une grande partie du choc externe que constitue l’envolée des cours des matières premières.

### Le Future Fund
Les sources d’inquiétude pour les finances australiennes sont donc à voir dans le moyen et long terme avec, comme dans la plupart des pays, un vieillissement démographique substantiel qui aura pour première conséquence de peser sur les dépenses de santé : le gouvernement australien prévoit d’ici 2045 un doublement de la population âgée de plus de 65 ans (jusqu’à 25 % de la population totale) couplée à une stabilisation de la population active : les dépenses de l’État absorberont 6,5 % de plus du PIB, 70 % de cette augmentation pouvant être mis sur le compte du vieillissement de la population.
Outre une réforme du régime des retraites, l’excédent budgétaire est désormais affecté à un "Fonds pour l’avenir" (Future Fund), créé en avril 2006 et ayant pour objectif de couvrir à long terme le déficit prévisible des finances publiques (à hauteur de 10 % environ) : le Fonds recevra le produit des excédents et des privatisations, ainsi que les revenus générés par ses propres actifs, sans que ces/ses revenus soient inclus dans le budget fédéral ou transférables à celui-ci. Lorsque les pensions publiques qu’il est censé couvrir commenceront à être versées en 2020, sa masse totale aura atteint les 140 milliards de dollars australiens. Le Fonds dispose par ailleurs d’une grande marge de manœuvre dans sa stratégie d’investissement, avec un seul objectif (un rendement annuel d’au moins 4,5 à 5,5 %) et deux contraintes (pas de prise de contrôle d’entreprises, pas d’activité excessive sur les obligations d’État australiennes, qui du fait de leurs poids relatifs pourraient être touchées par une volatilité malvenue). Le Fonds est autrement libre de ses décisions, y compris en termes de risque ou de délégation de sa gestion à des opérateurs privés. Un certain nombre de garde-fou ont également été intégrés dans sa structure, notamment par la mise en place d’un Conseil de gardiens (7 experts en gestion et gouvernance, nommés par l’État mais pas payés directement sur le budget de la fonction publique) : le gouvernement reste seul décideur de la teneur du mandat d’investissement, mais si le Conseil venait à juger que les changements proposés par le gouvernement vont à l’encontre du propos initial du Fonds, il aura alors la possibilité de porter la question devant le Parlement pour s’opposer au mauvais usage de ce pouvoir. L’objectif principal est d’éviter ainsi les investissements à visée politiques (éléphants blancs), notamment dans les infrastructures.